# Heliconius pretiosa
Heliconius pretiosa är en fjärilsart som beskrevs av Gustav Weymer 1893. Heliconius pretiosa ingår i släktet Heliconius och familjen praktfjärilar. Inga underarter finns listade i Catalogue of Life.